# Carl Ludvig Emil Aarestrup
Carl Ludvig Emil Aarestrup (Kopenhagen, 4. prosinca 1800. – Odense, 21. srpnja 1856.), danski pjesnik i književnik. 

## Životopis
Njegove anakreonske pjesme, nastale pod utjecajem Oehlenschlägera, Byrona i Heinea, tipične su „erotske situacije“, senzualni opisi ženske ljepote i veličanje tjelesne ljubavi, što je jako je jako odudaralo od blijede lirike njegovih suvremenika. 
Studirao je medicinu i radio kao liječnik, živio povučeno u provinciji, izdao nezapaženu malu zbirku pjesama: Digte (1838.). Tek po smrti njegov je prijatelj pjesnik Christian Winther izdao Efterladte digte (Posmrtne pjesme; 1863.), a naročito je izazvalo pažnju sabrano izdanje (Samlede digte, 1877. i ponovno 1899.) s kritičkim uvodom Georga Brandesa. Prevodio je Heinea, Byrona i Moorea; poput njih ima, unatoč poeziji malog građanskog svijeta, žestine, strasti i žive sjetilnosti. Stihovi mu se ističu lakoćom i muzikalnom jednostavnošću.

## Djela
- Sabrane pjesme (Samlede Digte)
- Sabrana djela (Samlede Skrifter)